# Todea
Todea, rod pravih paprati iz porodice Osmundaceae. Postoje dvije vrste iz Južne Afrike, Australije, Novog Zelanda i Nove Gvineje
Rodu Todea pripadaju i dvije fosilne vrste, jedna iz Sjeverne (T. tidwellii; Britanska Kolumbija) i druga iz Južne Amerike (T. amissa, Argentina.)

## Vrste
1. Todea barbara (L.) T.Moore
2. Todea papuana Hennipman; endem sa Nove Gvineje